# Álvaro Bravo Jiménez
Álvaro Bravo Jiménez (Pinto, 4 de febrero de 1998) es un futbolista español que juega de centrocampista en el C. F. Rayo Majadahonda de la Segunda Federación.

## Trayectoria
Álvaro Bravo comenzó su carrera deportiva en el Real Madrid Castilla en 2017, marchándose cedido en la temporada 2017-18 al C. F. Fuenlabrada de la Segunda División B.
En la temporada 2018-19 volvió a ser cedido a un club de Segunda B, el C. D. Mirandés, con el que logró ascender a Segunda División.
En 2020 fichó por el Granada C. F., que lo asignó a su filial, el Recreativo Granada, que se encontraba en Segunda División B. El 8 de noviembre debutó con el primer equipo en un partido de la Primera División frente a la Real Sociedad.
En agosto de 2021 rescindió su contrato con la entidad nazarí y el 26 de noviembre, tras varias semanas entrenando con el equipo, se confirmó su vuelta al C. F. Fuenlabrada. Esta segunda etapa en el club duró tres temporadas y en febrero de 2025 se unió al C. F. Rayo Majadahonda.

## Clubes
| Club                       | País   | Año       |
| -------------------------- | ------ | --------- |
| Real Madrid Castilla C. F. | España | 2017-2020 |
| C. F. Fuenlabrada (cedido) | España | 2017-2018 |
| C. D. Mirandés (cedido)    | España | 2018-2019 |
| Recreativo Granada         | España | 2020-2021 |
| C. F. Fuenlabrada          | España | 2021-2024 |
| C. F. Rayo Majadahonda     | España | 2025-     |